# Championnats d'Europe de skeleton 2004
Navigation
Édition précédente Édition suivante
Les championnats d'Europe de skeleton 2004, dixième édition des championnats d'Europe de skeleton, ont eu lieu en 2004 à Altenberg, en Allemagne. L'épreuve masculine a été remportée par le Britannique Kristan Bromley, devant le Suisse Gregor Stähli et l'Allemand Frank Kleber, et l'épreuve féminine par l'Allemande Diana Sartor, devant ses compatriotes Kerstin Jürgens et Steffi Jacob.